# 舊赤柱警署

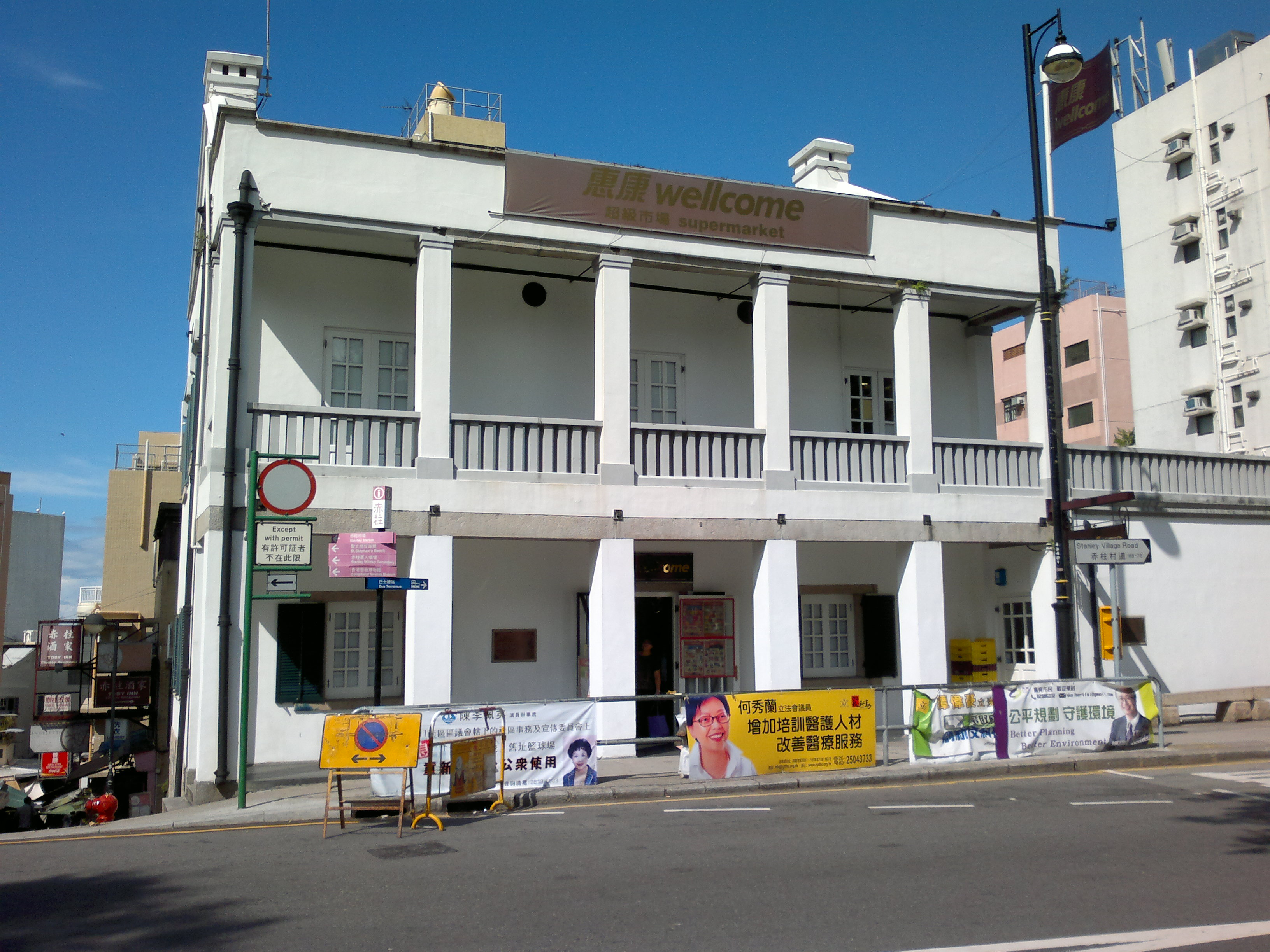
舊赤柱警署

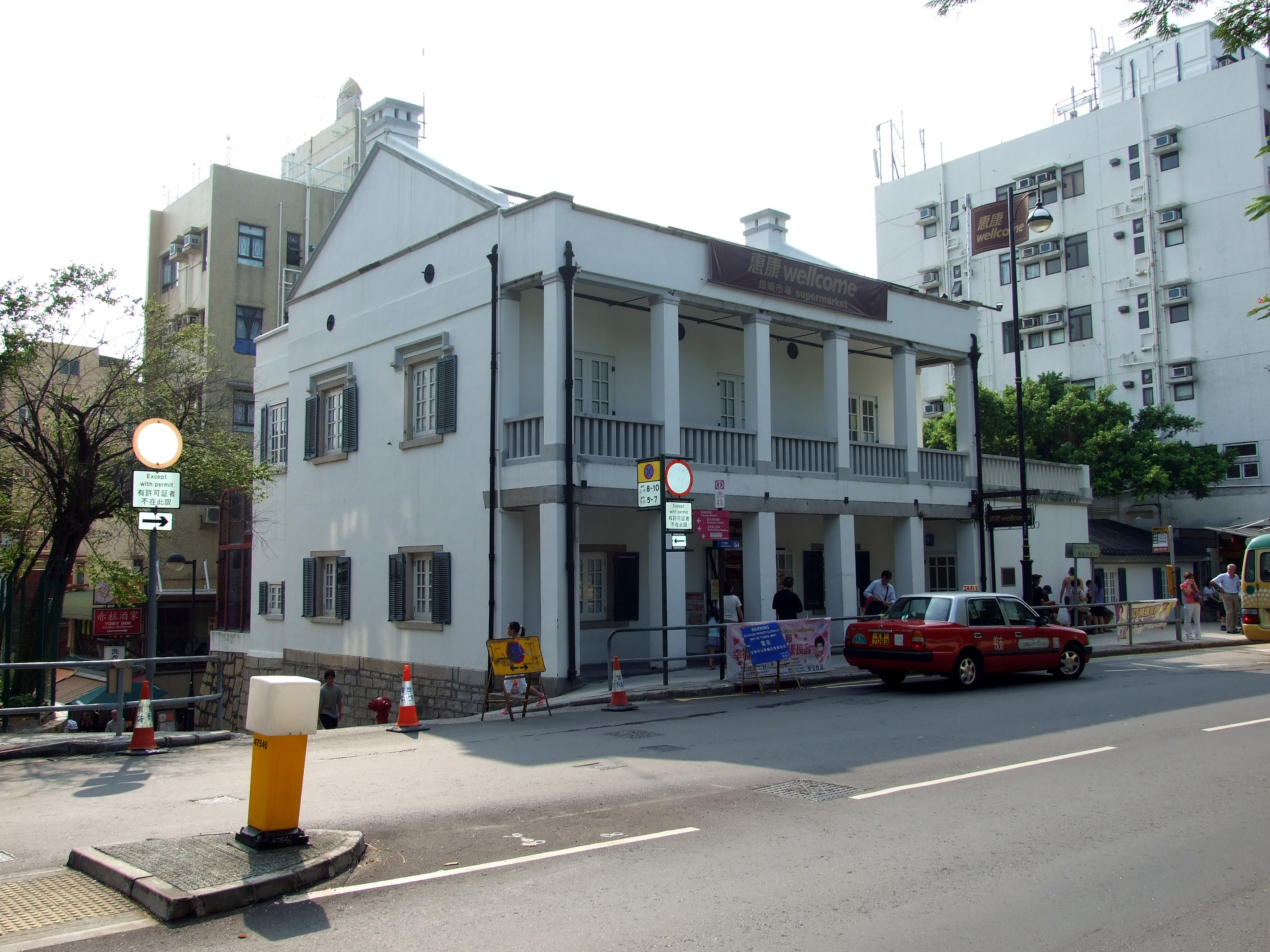
舊赤柱警署

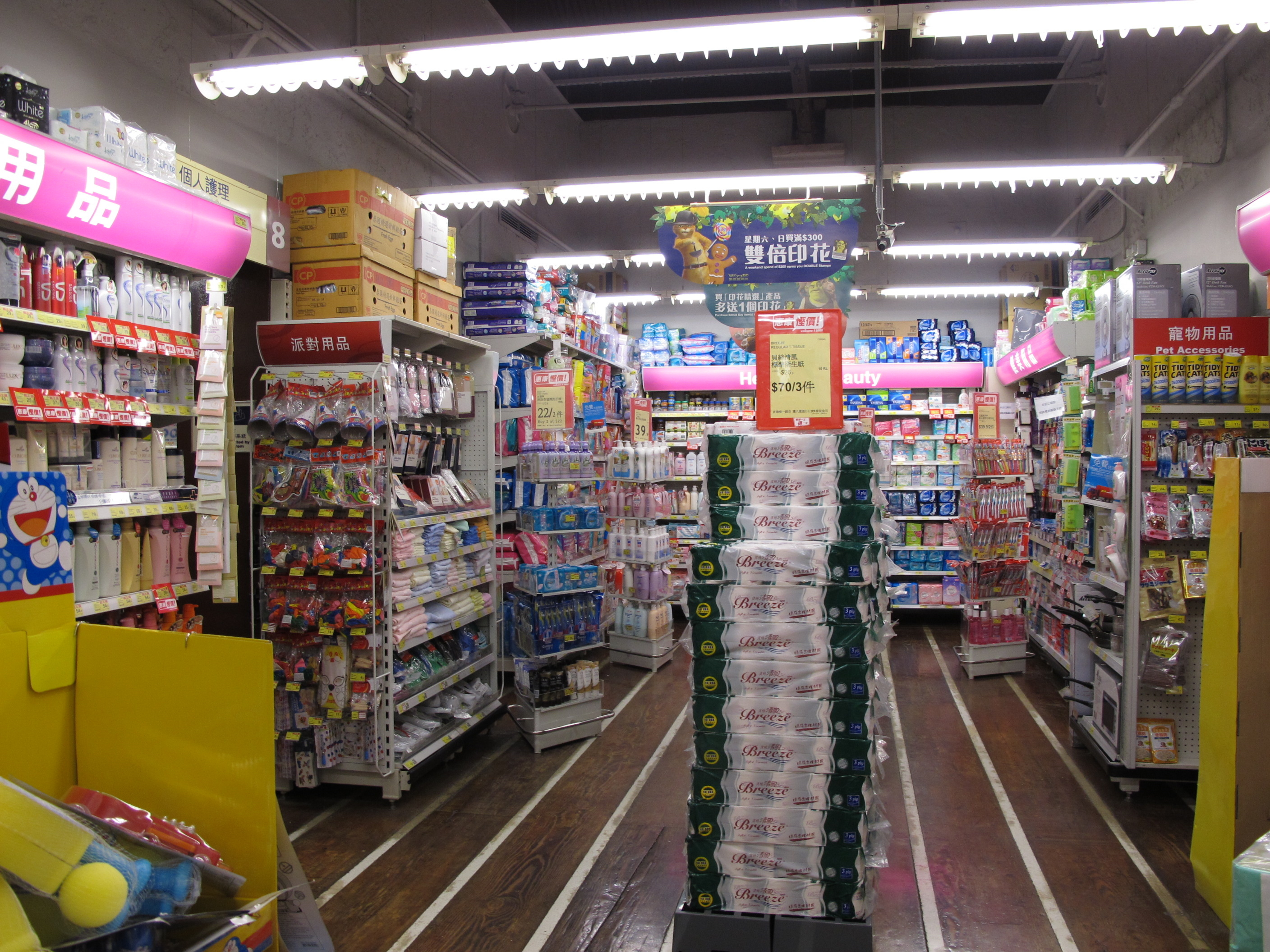
舊赤柱警署現已改為惠康超級市場（已結業）

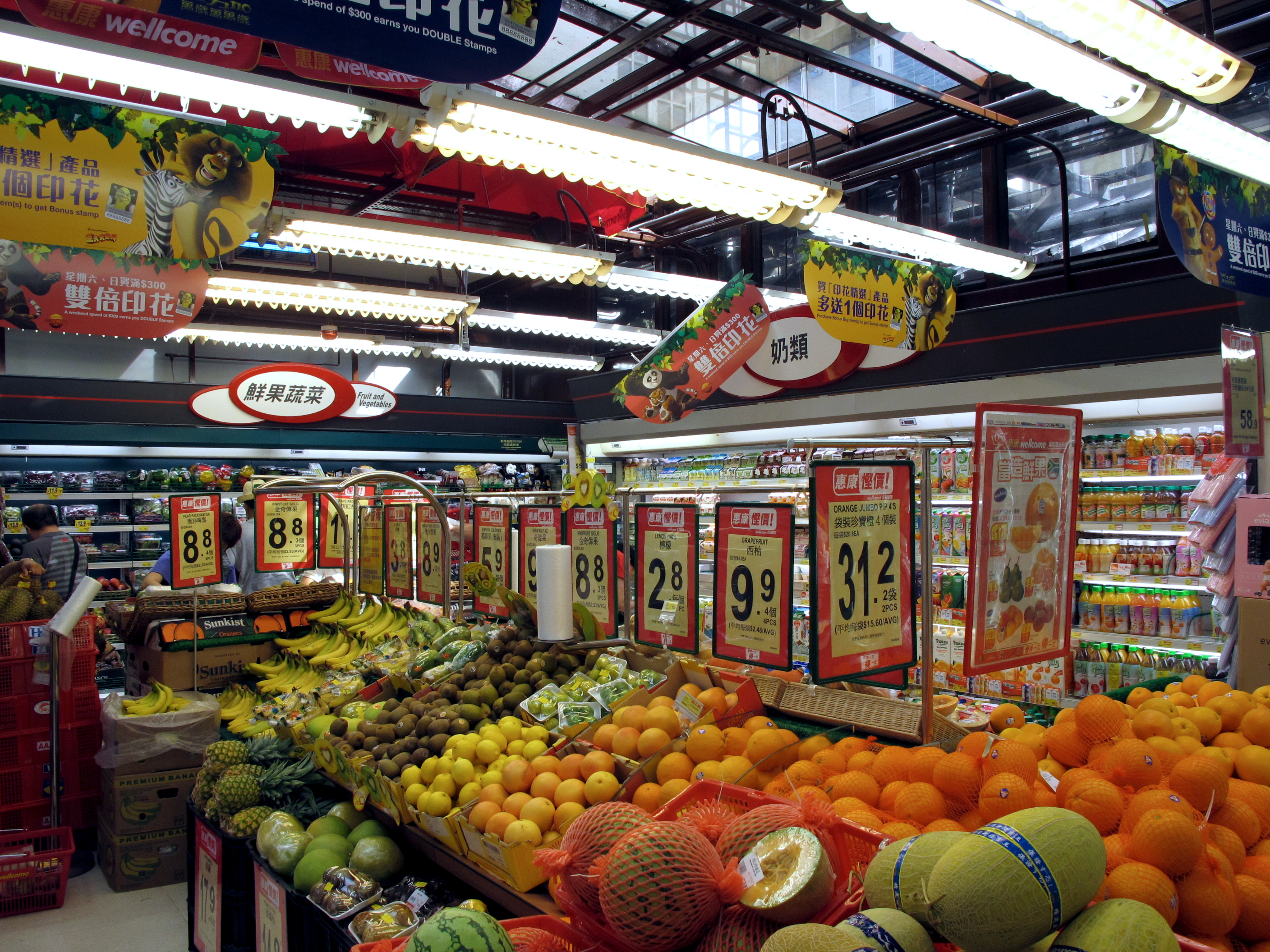
舊赤柱警署內，1993年餐廳所加設的天幕

舊赤柱警署（英語：Old Stanley Police Station）是香港現存有最悠久歷史的警察建築物，建於1859年，位於香港島南區赤柱赤柱村道88號。該建築物佔地4,790方呎，於1983年被列為香港法定古蹟。2002年起由惠康超級市場租用，2018年約滿改由百佳超級市場承租。

## 歷史
舊赤柱警署於1859年落成，是香港最早建成的6所警署之一，也是現今唯一保存下來的。當年香港割讓予英國後，赤柱治安甚差，更是海盜出沒的黑點，港府早在1840年代派遣軍警駐守當地。1859年，赤柱警署落成，負起維持當地治安的責任。當時興建費用為402英鎊16先令又兩便士。由於當時警署的角色是香港島最南端的前哨站，駐港英軍也經常與警隊聯合使用該建築物。
香港日治時期，日軍曾徵用舊赤柱警署為赤柱區分區總部，並於該建築中加建殮房。香港重光後，該建築恢復回警署之用。1974年，警署遷出該建築，遂先後被南區政務處分處、社會福利署以及警察部分部門作辦事處之用。1993年，該建築重修進行重修，以恢復其外觀原貌，後租予「Table88」作為餐廳用途。餐廳於2000年起未有續約，產業署於2001年6月推出招租，但受當年零售及消費市道持續不景氣影響，入標反應冷淡，最終只接獲1份標書。。
產業署為增加項目的吸引力，於2002年2月重新招標，特別將用途擴大，由以往只限作餐廳之用，加入零售用途，而租金亦由以往一筆過租金，改為以營業額分帳形式，由投標者建議分帳比例（最低租金為50,000元），增加租金的彈性，增加市場的興趣。。
到了2002年7月，政府產業署共收到五份標書，由牛奶公司投得作為惠康超級市場之用，租金以每月總收入6%，或最少130,000元計，起租期為2002年8月。不過有關建議備受爭議，古物古蹟辦事處擔心，超市的人流及負重會對古蹟帶來傷害；古物諮詢委員會主席龍炳頤則批評沒有充分諮詢古蹟處；環保團體長春社則批評產業署金錢掛帥，將旅遊熱點舊赤柱警署改為超市並不恰當，漠視物業的歷史文化價值及意義，成為外籍遊客的笑柄。
惠康超級市場於2003年1月24日開業，租用為赤柱分店至2018年4月。到2018年7月，百佳超級市場以每月租金23.4萬元承租。
2022年1月，有市民發現超市已經遷出，建築物再度空置。

## 建築特色
舊赤柱警署是香港最古老的英式建築物之一，為一座樓高兩層的灰白色平房。建築物的前方和後方均設有陽台，設計上美觀簡潔。大樓內部還可見古雅風味的壁爐、木門框、木製梯級、木地板及橫樑，建築物內的子彈房、牆身和屋頂瓦片均獲保存。

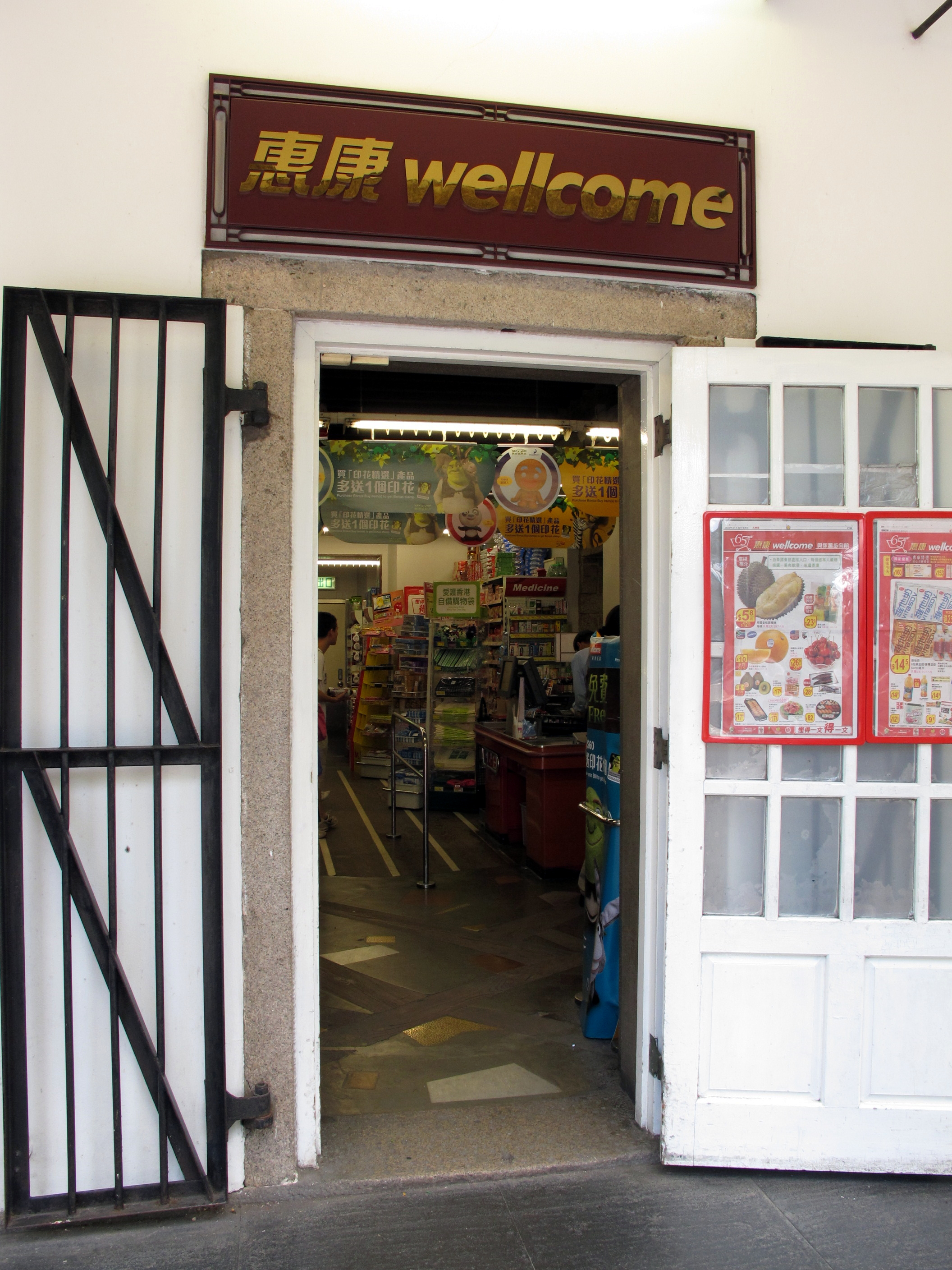
建築物入口
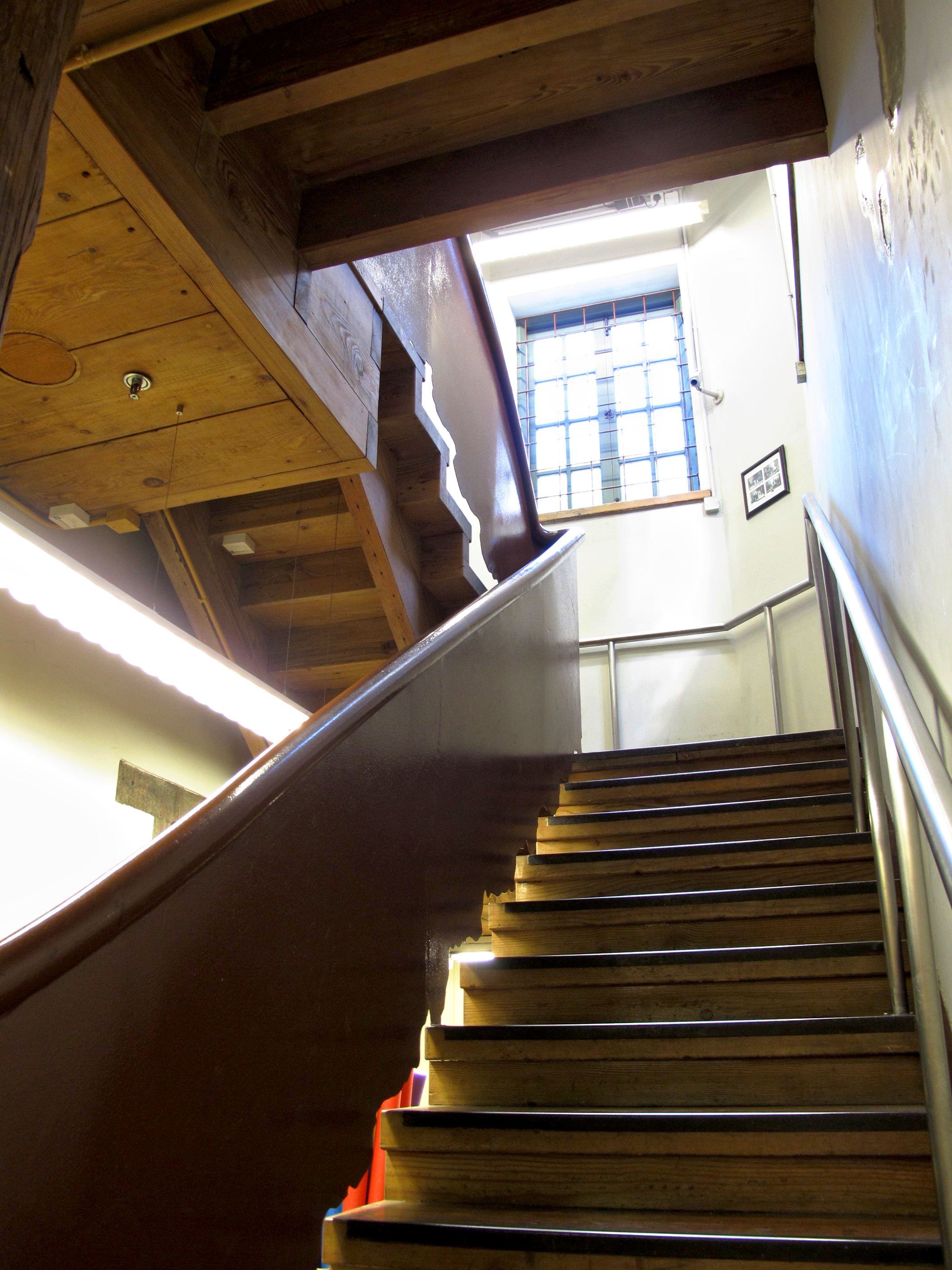
木製梯級
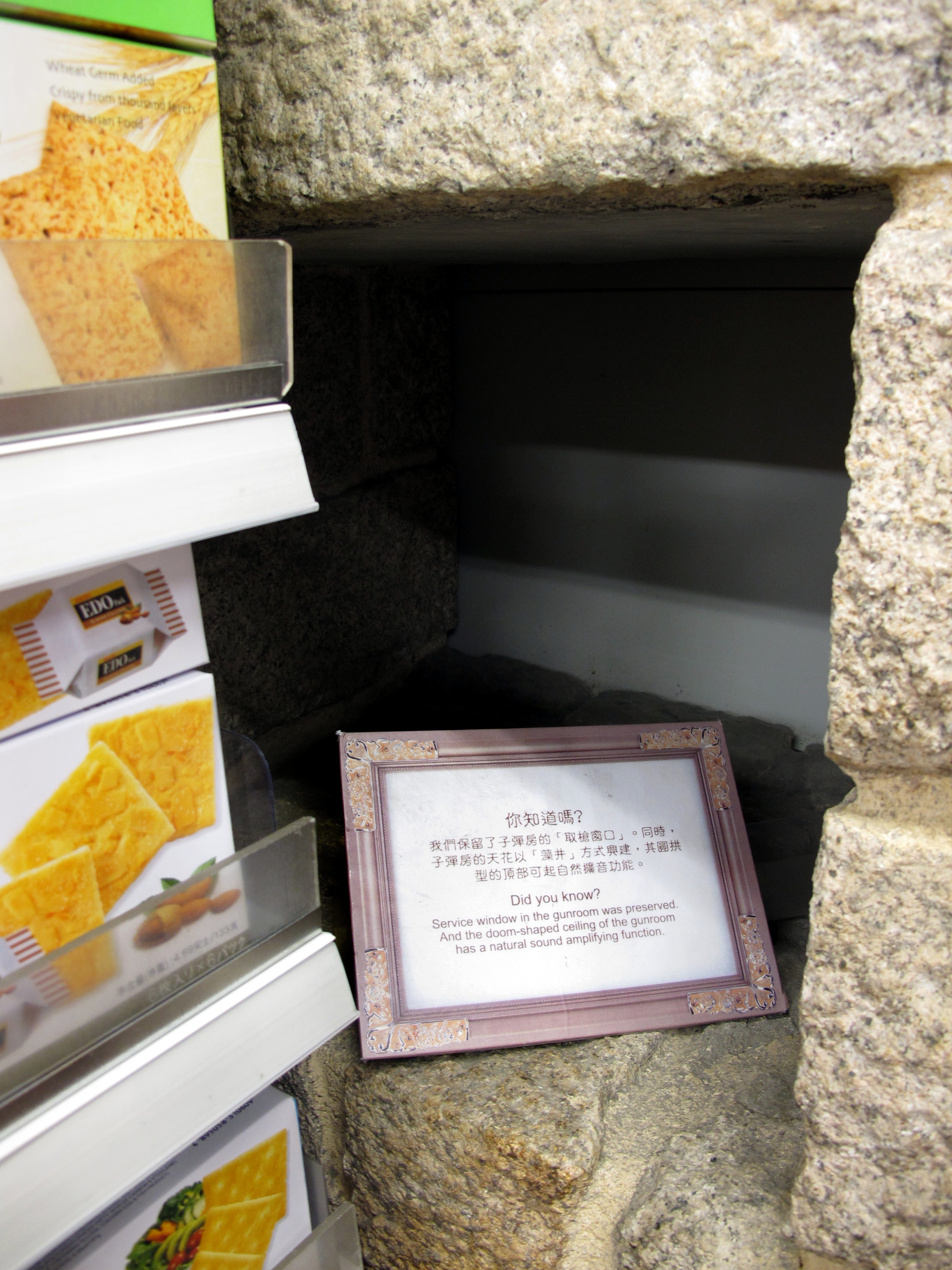
子彈房內的取槍窗口
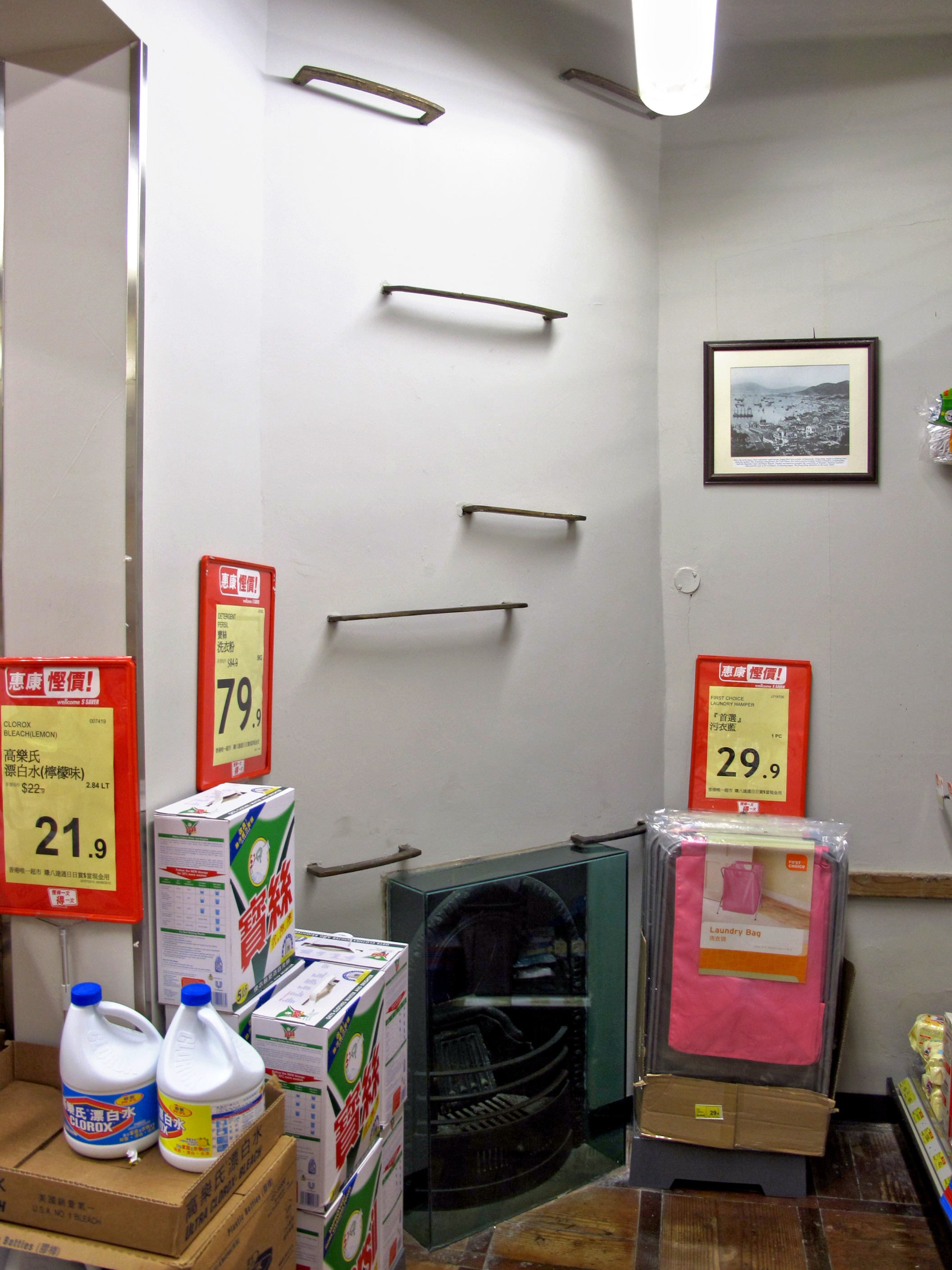
二樓裝設壁爐